# 摩拉維采河畔赫拉德茨

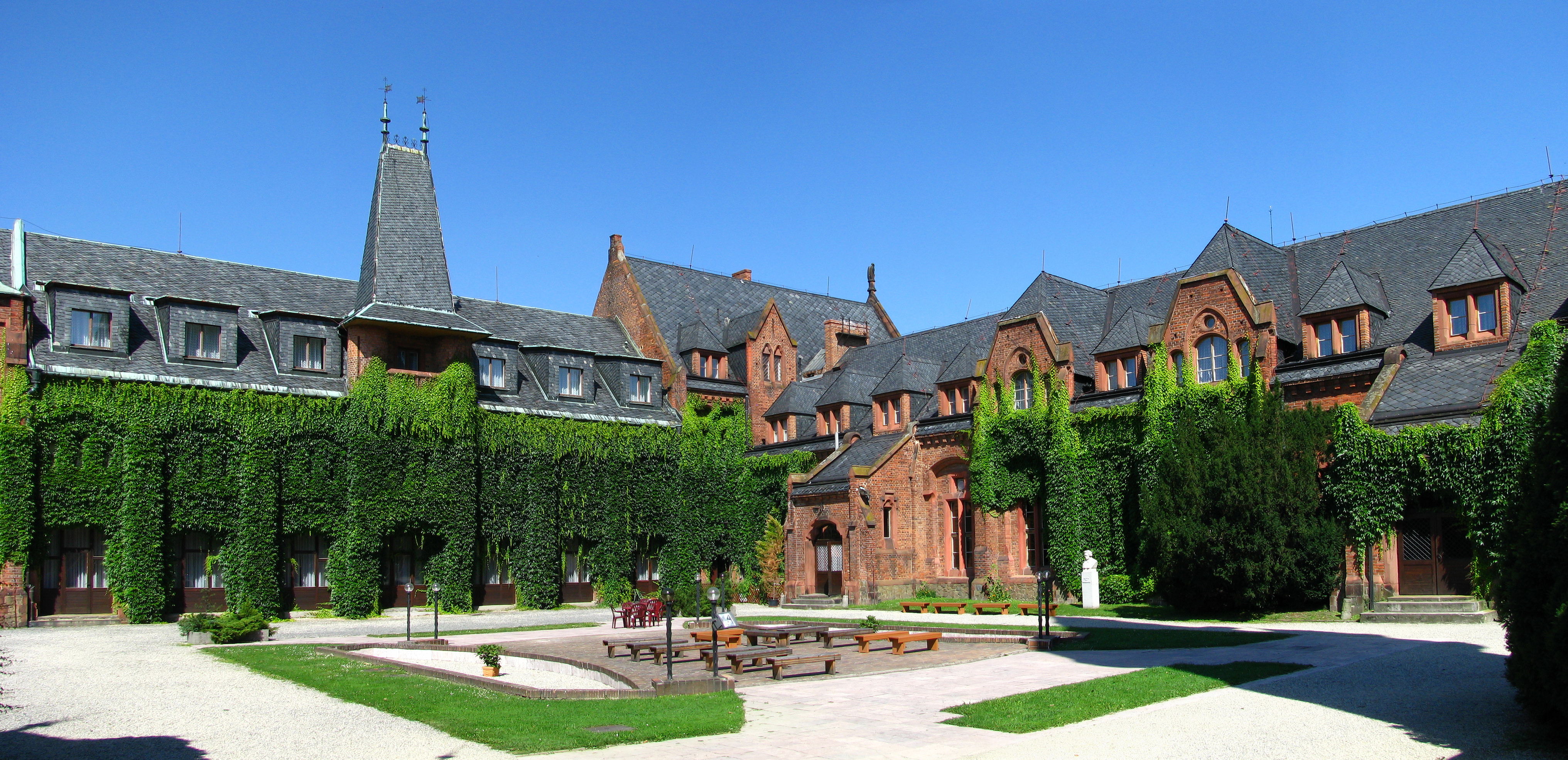

摩拉維采河畔赫拉德茨是捷克的城鎮，位於該國東部，距離首府奧帕瓦8公里，由摩拉維亞-西利西亞州負責管轄，面積44平方公里，海拔高度264米，2006年人口5,186。

## 外部連結
- （捷克文） Official website （页面存档备份，存于）
- （捷克文） Castle （页面存档备份，存于）